# Daïra de Beni Boussaid
Pour les articles homonymes, voir Boussaïd.
La daïra de Beni Boussaid est une daïra d'Algérie située dans la wilaya de Tlemcen et dont le chef-lieu est la ville éponyme de Beni Boussaid.

## Localisation
La daïra est située à l'ouest de la wilaya de Tlemcen.

## Communes de la daïra
La daïra de Beni Boussaid est composée de deux communes : Beni Boussaid et Sidi Medjahed.